# Kévin Diaz
Kévin Diaz (Istres, 18 agosto 1988) è un ex calciatore francese, di ruolo centrocampista.

## Caratteristiche tecniche
È un esterno destro.

## Carriera

### Club
Cresciuto nelle giovanili dell'Monaco, debutta con la prima squadra il 30 agosto 2008 nel match perso 1-0 contro il Grenoble.

## Statistiche

### Presenze e reti nei club
Statistiche aggiornate al 19 maggio 2017.
| Stagione        | Squadra         | Campionato      | Campionato | Campionato | Coppe nazionali | Coppe nazionali | Coppe nazionali | Coppe continentali | Coppe continentali | Coppe continentali | Altre coppe | Altre coppe | Altre coppe | Totale | Totale |
| Stagione        | Squadra         | Comp            | Pres       | Reti       | Comp            | Pres            | Reti            | Comp               | Pres               | Reti               | Comp        | Pres        | Reti        | Pres   | Reti   |
| --------------- | --------------- | --------------- | ---------- | ---------- | --------------- | --------------- | --------------- | ------------------ | ------------------ | ------------------ | ----------- | ----------- | ----------- | ------ | ------ |
| 2008-2009       | Monaco          | L1              | 4          | 0          | CdF+CdL         | 0               | 0               | -                  | -                  | -                  | -           | -           | -           | 4      | 0      |
| 2009-2010       | Ajaccio         | L2              | 28         | 4          | CdF+CdL         | 1+2             | 0               | -                  | -                  | -                  | -           | -           | -           | 31     | 4      |
| 2010-2011       | Metz            | L2              | 15         | 2          | CdF+CdL         | 1               | 0               | -                  | -                  | -                  | -           | -           | -           | 15     | 2      |
| ago. 2011       | Monaco          | L2              | 1          | 0          | CdF+CdL         | 0               | 0               | -                  | -                  | -                  | -           | -           | -           | 1      | 0      |
| Totale Monaco   | Totale Monaco   | Totale Monaco   | 5          | 0          |                 | 0               | 0               |                    | -                  | -                  |             | -           | -           | 5      | 0      |
| 2011-2012       | Metz            | L2              | 26         | 3          | CdF+CdL         | 2+0             | 1+0             | -                  | -                  | -                  | -           | -           | -           | 28     | 4      |
| Totale Metz     | Totale Metz     | Totale Metz     | 41         | 5          |                 | 3               | 1               |                    | -                  | -                  |             | -           | -           | 44     | 6      |
| 2012-2013       | Nizza           | L1              | 8          | 0          | CdF+CdL         | 2+1             | 0               | -                  | -                  | -                  | -           | -           | -           | 11     | 0      |
| 2013-2014       | Tours           | L2              | 14         | 1          | CdF+CdL         | 0+2             | 0               | -                  | -                  | -                  | -           | -           | -           | 16     | 1      |
| 2014-2015       | Tours           | L2              | 20         | 0          | CdF+CdL         | 0+1             | 0+1             | -                  | -                  | -                  | -           | -           | -           | 21     | 1      |
| Totale Tours    | Totale Tours    | Totale Tours    | 34         | 1          |                 | 3               | 1               |                    | -                  | -                  |             | -           | -           | 37     | 2      |
| 2015-2016       | Red Star        | L2              | 21         | 0          | CdF+CdL         | 0               | 0               | -                  | -                  | -                  | -           | -           | -           | 21     | 0      |
| 2016-2017       | Red Star        | L2              | 1          | 0          | CdF+CdL         | 0+1             | 0               | -                  | -                  | -                  | -           | -           | -           | 2      | 0      |
| Totale Red Star | Totale Red Star | Totale Red Star | 22         | 0          |                 | 1               | 0               |                    | -                  | -                  |             | -           | -           | 23     | 0      |
| Totale carriera | Totale carriera | Totale carriera | 138        | 12         |                 | 12              | 2               |                    | -                  | -                  |             | -           | -           | 150    | 14     |